# 理查德·維爾馬
理查德·拉胡尔·维尔马（英語：Richard Rahul Verma，1968年11月27日—），是印裔美國人外交官，現任美國管理與資源副國務卿，曾擔任立法事務助理國務卿和美國駐印度大使。

## 早期事業

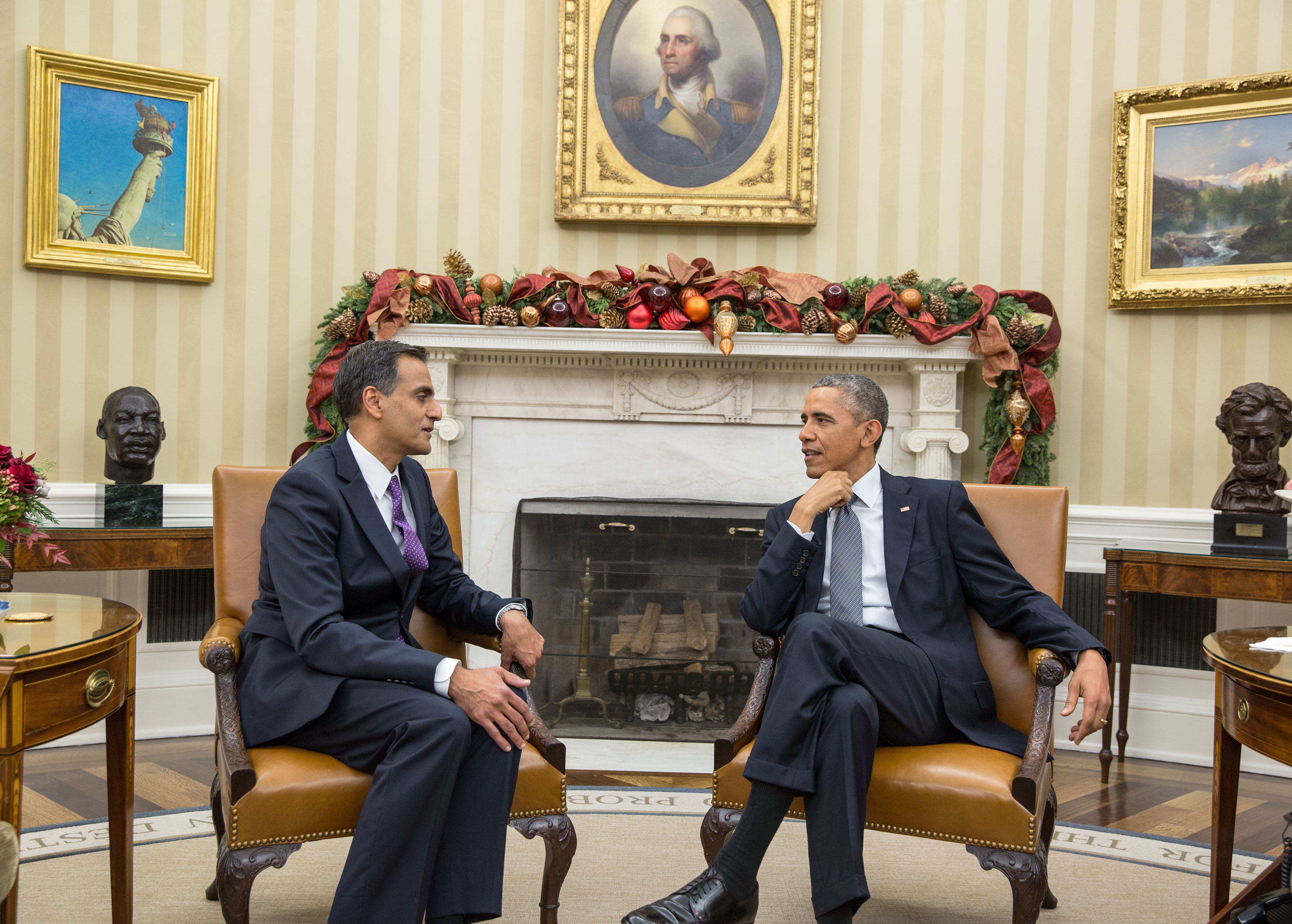
巴拉克·歐巴馬與理查德·維爾馬2014年12月

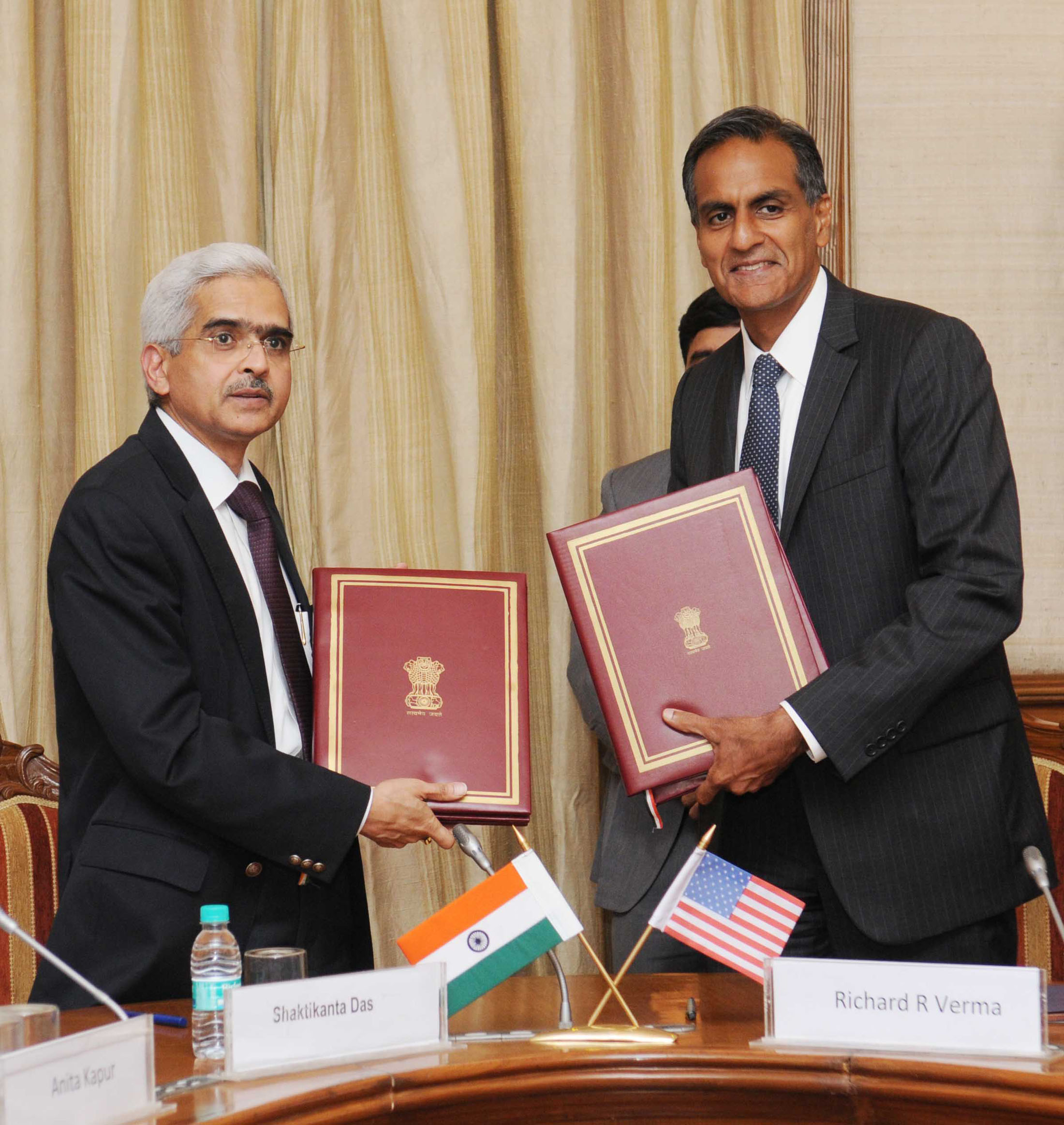
查德·維爾馬與時任印度稅務部長沙克蒂坎塔·達斯在FATCA簽署儀式上。

維爾馬在美國空軍開始職業生涯，擔任空軍法官律師，從1994年到1998年服役並獲得軍事勳章包括功勳獎章和空軍嘉獎獎章。
維爾馬後來於2002年至2007年擔任參議院多數黨領袖哈里·瑞德高級國家安全顧問。
巴拉克·歐巴馬擔任總統後，維爾馬2009年加入國務院，接替馬修·雷諾茲擔任立法事務的助理國務卿。

## 美國駐印度大使
2014年9月歐巴馬總統提名維爾馬為下一任美國駐印度大使。
2014年12月4日美国参议院外交委员会投票將維爾馬的提名轉交參議院全體議員。2014年12月9日維爾馬獲得美國參議院一致確。
維爾瑪是第一位擔任該職位印度裔美國人。身為駐印度大使，維爾馬因美印雙邊關係的歷史性深化和擴展而受到讚譽。維爾馬負責監督美國在世界上最大外交代表機構之一，包括四個領事館，工作人員幾乎來自美國政府的每個機構。任職期間維爾馬推動印度—美國關係取得歷史性進展。維爾馬主持歐巴馬總統和莫迪總理之間的多次會晤，並制定了100多項新舉措和40多次政府間對話。他也是第一位走遍印度各邦的美國大使。

## 大使後生涯
2017年1月20日，唐納·川普總統就職後，維爾馬辭去大使職務。

## 管理與資源的副國務卿
2022年12月，喬·拜登總統宣布有意提名維爾馬擔任管理與資源副國務卿。維爾馬提名受到印度裔美國人讚揚。2023年3月30日美國參議院以67票對26票通過。維爾馬於2023年4月5日宣誓就職。

## 個人生活
維爾馬獲得許多獎項和榮譽，包括國務院傑出服務獎章、外交關係委員會國際事務獎學金和首席大法官約翰·馬歇爾終身服務獎。維爾馬被《印度海外》雜誌評為全國五十位最有影響力的印裔美國人之一。

## 外部連結
- C-SPAN內的頁面（英文）